# Evropská psychiatrická asociace
European Psychiatric Association (česky: Evropská psychiatrická asociace; zkratka EPA) je lékařské profesní sdružení evropských psychiatrů.

## Historie
Jde o evropskou psychiatrickou profesní společnost založenou na principu individuálního členství v roce 1983 jakožto Asociace Evropských psychiatrů (AEP). V roce 2008 byla přejmenována na Evropskou psychiatrickou asociaci (EPA) a 2013 byl završen proces začlenění "druhé komory" reprezentující národní psychiatrické společnosti v Evropě. Jejím předsedou byl po přechodné období Mario Bassi (Itálie) a od dubna 2013 Peter Falkai (Mnichov, SRN), který byl zvolen na 21. Evropském psychiatrickém kongresu v Nice.

## Prezidenti
Seznam prezidentů organizace:
- León Singer, Francie
- Heinz Heimann, Německo
- Pascual Ballus, Španělsko
- Per Bech, Dánsko
- Robin Murray, Velká Británie
- Jules Angst, Švýcarsko
- Norman Sartorius, Švýcarsko
- Göran Sedvall, Švédsko
- Mario Maj, Itálie
- Henning Sass, Německo
- Cyril Höschl (2007-2008), Česko
- Hans-Jürgen Möller (2009-2010), Německo
- Patrice Boyer (2011-2012), Francie
- Danuta Wasserman (2013-2014), Švédsko
- Wolfgang Gaebel (2015-2016), Německo
- Silvana Galderisi (2017-2019), Itálie
- Philip Gorwood (2019-2021), Francie